# Gabriel Jaime Caro
Gabriel Jaime Caro (Gajaka) (Medellín, 1949) es un poeta, editor, crítico de cine y pintor colombiano, cofundador de diferentes revistas literarias como "Siglótica", "Cine y debates", "Realidad Aparte" y "Crucimes in Usa". Cofundador del Festival Internacional de Poesía de Medellín, 1991. Su obra poética se adscribe al Neobarroco latinoamericano a partir de la expresión hermética del lenguaje. En Colombia y en Nueva York, este movimiento se redefine como "Neoberraco" con un sesgo profundamente irónico y de ácido humor (ver Manifiesto del Neoberraco, en La risa de Demóstenes, rara, III). Crítico de cine en Viceversa (Magazine online), y Diario la Prensa en Manhattan, 1999-2002. Escribe plays poéticos que él mismo representa: Marylin Monroe en el cielo del Morocco, la mecánica enlagunda, La Mosquita muerta contra la pulga hampona. Tiene un blog de poesía llamado Churrunguis Tunguis.

## Obra
- 21 poemas. Editorial Crucimes. Nueva York, 1983.
- La risa de Demóstenes, rara.  Editorial Posada, México, 1985.
- El libro de los seres inútiles. Editorial Endimión, Medellín, 1989. ISBN 9589514642
- Orvalho. (Tríptico con Carlos Enrique Ortiz y Javier Naranjo), 1990.
- El eco de este ardid. Editorial, bolsillo roto, Medellín, 1999.
- Hasta el sol de hoy (Antología). Editorial Palabra viva, Medellín, 2003. ISBN 9583349119
- Desde Morocco Marilyn Monroe para los involucrados. (Pieza de teatro), 2005.
- La risa de Demóstenes, rara II. Editorial Palabra viva, Medellín, 2009. ISBN 9789584450609
- La risa de Demóstenes, rara, III. Colección poética Sorstalantág (Ausencia del destino). Medellín, 2017.
- La muerte es ese ballet. Poesía y ensayo. Editorial Amargord, España, 2021.
- ERÓTIKAS Y new tokio. Editorial Grammata. Medellín, Colombia. 2024.

## Antologías
- Disidencia del limbo, 11 poetas colombianos (Editorial Cosmos, Bogotá, 1981
- Autores latinoamericanos. Editorial Ollantay, Nueva York, 1994
- Tambor en la sombra, Poesía colombo-mexicana del siglo XX. Editorial Verdehalago, México, 1996
- Antología de la poesía colombiana. Ministerio de cultura, El Áncora editores, Bogotá, 1997
- Quién es quién en la poesía colombiana. Ministerio de cultura, El Áncora editores, Bogotá, 1998